# Jagd der Vampire
Jagd der Vampire ist ein Brettspiel von Ravensburger, das im Jahr 1991 von Alex Randolph, Walter Obert und Dario De Toffoli entwickelt wurde. Die Illustrationen des Spiels stammen von Karin Schliehe, Felix Seeberger und Gerhard Schmid.

## Geschichte
Ursprünglich sollte sich das Spiel um den Karneval von Venedig drehen. Walter Obert produzierte in der Zeitschrift „Giochi Madness“ ein Abenteuerspiel, in dem zwei Spieler den Karneval von Venedig vor einem bösen Tyrannen retten mussten. In dem Spiel gab es zwei Glockentürme namens „Carn“ und „Val“, die die Spieler aufforderten, den Karneval vor dem Tyrannen zu retten, der den Markusplatz besetzt hatte. Dem Herausgeber der Zeitschrift gefiel das Spiel und er schlug Walter vor, eine „Box“-Version des Spiels zu entwickeln. Walter beschloss, Dario De Toffoli, damals Mitarbeiter von Alex Randolph, in das Projekt einzubeziehen. Letztendlich wurde das Spiel nicht realisiert, weil es Randolphs Spiel Inkognito zu ähnlich war. Letzterer schätzte die Ehrlichkeit der beiden und versprach, bei einem anderen Projekt zusammenzuarbeiten.
Alex Randolph hat sich einen Schauplatz mit Vampiren ausgedacht. Er rief den Techniker von Ravensburger an und besprach mit ihm direkt die Gestaltung der Spielkomponenten, damit sie genau seinen Vorstellungen entsprachen. Eines der Merkmale seiner Spiele ist die Sorgfalt bei der Gestaltung der Spielsteine und Komponenten, die ein grundlegender Bestandteil der Funktionsweise des Spiels sind. Als der Redakteur den Prototyp den Entwicklern des Spiels zeigte, hatten sie etwa hundert Karten erstellt, einige mit mehreren Effekten. Aber einige Karten sahen sich zu ähnlich, also beschlossen sie, sie zusammenzulegen. Sie beschlossen, insgesamt etwa 40 Karten beizubehalten. Mit dieser Reduzierung der Karten wurde das Spiel schlanker und Alex Randolph hielt dies für eine sehr gute Idee. Im Ravensburger Katalog 1991 befanden sie sich in sehr guter Gesellschaft. Aus produktionstechnischen Gründen wurde beschlossen, statt des Knoblauchs die Zwiebel zu verwenden, da sie der Tomate von der Form her ähnlicher ist, so dass man beschloss, die gleiche Form zu verwenden, indem man die Farbe des Kunststoffs änderte.
Das Spiel wurde in Deutschland unter dem Namen „Jagd der Vampire“ und dem Untertitel „Das Spiel mit Biß“ vertrieben. in Italien unter dem Namen „Vampire in roter Soße“ und dem Untertitel „Die Jagd nach dem geheimnisvollen Vampir-Cocktail“ und in Frankreich unter dem Namen „La nuit des vampires“ und dem Untertitel „Tactique et déduction vous feront découvrir la four hantée“ im Jahr 1991. Ein Jahr später, 1992, wurde es auch in Finnland und Schweden unter dem Namen „Vampyyrien yö“ und dem Untertitel „Peli, joka puree!“ vermarktet.
Es wurde als Neuheit auf der Internationalen Spielwarenmesse 1991 in Mailand vorgestellt.

## Kuriositäten
Ein Schwesterspiel von Vampire in roter Soße mit dem Namen „Columbus“ kam zu dieser Zeit heraus. Nach dem gleichen Schema muss man die Route rekonstruieren, die Christoph Kolumbus genommen hat, um nach Amerika zu gelangen, indem man die fehlenden Sechsecke auf dem Spielbrett ausfüllt.

## Auszeichnungen
Das Spiel erreichte 1991 den vierten Platz in der Rangliste des Spiels des Jahres in Deutschland. Es gewann deshalb nicht, weil einer der Juroren, die das Spiel analysierten, entdeckte, dass man das Spiel bereits im ersten Zug gewinnen konnte.

## Hörspiel
Es wurde ein Hörspiel auf Audiokassette produziert, das in fünf Kapitel unterteilt ist.